# Thomas Sankara
Thomas Isidore Noël Sankara (n. 21 decembrie 1949 – d. 15 octombrie 1987) a fost un revoluționar marxist, teoretician pan-africanist și președintele Burkinei Faso în perioada 1983 - 1987. Considerat o figură emblematică și carismatică a revoluției, el este portretizat în general ca un „Che Guevara al Africii”.
Sankara a câștigat puterea în 1983, la vârsta de 33 de ani, în urma unei lovituri de stat susținute de populație, având drept țel eliminarea corupției și a dominației fostei puteri coloniale franceze.

## Biografie
Thomas Sankara s-a născut Thomas Isidore Noël Sankara la 21 decembrie 1949 în Yako, Volta Superioară franceză, fiind al treilea dintre cei zece copii ai lui Joseph și Marguerite Sankara. Tatăl său, Joseph Sankara, un jandarm, era de moștenire mixtă Mossi-Fulani (Silmi-Moaga), în timp ce mama sa, Marguerite Kinda, era de descendență mossi directă. Și-a petrecut primii ani în Gaoua, un oraș din sud-vestul umed spre care tatăl său a fost transferat ca jandarm auxiliar. Fiul unuia dintre puținii funcționari africani angajați atunci de statul colonial, se bucura de o poziție relativ privilegiată. Familia locuia într-o casă de cărămidă cu familiile altor jandarmi în vârful unui deal cu vedere la restul orașului Gaoua.